# Catarhoe indecora
Catarhoe indecora är en fjärilsart som beskrevs av W. Warren 1899. Catarhoe indecora ingår i släktet Catarhoe och familjen mätare. Inga underarter finns listade i Catalogue of Life.